# Glypta vulnerator
Glypta vulnerator là một loài tò vò trong họ Ichneumonidae.